# Tahar Ben Jelloun
Tahar ben Jelloun (arabsky طاهر بن جلون‎; * 1. prosince 1947 Fes, Maroko) je prozaik, básník, esejista a novinář původem z Maroka, žijící ve Francii. Patří k nejpřekládanějším arabským autorům a předním představitelům frankofonní maghrebské literatury.

## Biografie
Tahar Ben Jelloun navštěvoval v rodném městě nejprve bilingvní arabsko-francouzskou základní školu, poté studoval na francouzském gymnáziu v Tangeru. V Rabatu pokračoval ve studiu filozofie na univerzitě Mohammeda V. V této době začal se psaním básní, které vyšly ve sbírce Hommes sous linceul de silence (1971, Muži pod rubášem z ticha). Po úspěšném ukončení studia filozofii vyučoval. Nicméně, v roce 1971 opustil Maroko a odešel do Francie, protože nebyl schopen reflektovat arabizaci výuky filozofie a necítil se vzdělán k tomu arabsky přednášet. Usadil se v Paříži, kde pokračoval ve studiu psychologie.
Od roku 1972 je pravidelným přispěvatelem deníku Le Monde. V roce 1975 obdržel doktorát ze sociální psychiatrie; jeho styl psaní bude od nynějška prosycen zkušenostmi z psychoterapie.
V roce 1985 vydává román Dítě pouště (L'Enfant de sable), který ho proslaví. Za knihu Posvátná noc (La Nuit sacrée), volné pokračování Dítěte pouště, obdrží v roce 1987 prestižní Prix Goncourt.
Kromě románu je i autorem pedagogických esejí, např. Rasismus vysvětlený mé dceři (Le Racisme expliqué à ma fille, 1998) nebo Islám vysvětlený dětem (L'Islam expliqué aux enfants, 2002) a často se účastní přednášek na školách a univerzitách, ať už v Maroku, ve Francii nebo jinde v Evropě.
Jeho romány Dítě pouště a Posvátná noc jsou přeloženy do více než čtyřiceti jazyků, mimo jiné do korejštiny, hindštiny, indonéštiny. Rasismus vysvětlený mé dceři, který byl knižním trhákem s více než 400 000 prodanými exempláři, je pak přeložen do 33 jazyků, z nichž stojí za zmínku africké jazyky afrikánština, ixixhosa a swati, dále pak bosenština a esperanto.
Zajímavostí je, že do arabštiny si většinu knih přeložil sám.

## Dílo – výběr
- Hommes sous linceul de silence, 1971
- Harrouda, 1973, první román
- Moha le fou, Moha le sage
- À l’insu du souvenir, básně
- L'Enfant de sable, 1985
- La nuit sacrée, 1987 – Posvátná noc – do češtiny přeložili Anna Lukavská a Erik Lukavský, vyšlo v nakladatelství Dauphin
- Jour de silence à Tanger, 1990 – Tichý den v Tangeru, 2003 do češtiny přeložili Anna Lukavská a Erik Lukavský, vyšlo v nakladatelství Dauphin
- Les Yeux baissés, román
- L’Ange aveugle, povídky
- Le premier amour est toujours le dernier, povídky
- Les Raisins de la galère
- Le Racisme expliqué à ma fille, 1997 – do češtiny překládáno jako Tati, co je to rasismus?, vyšlo v nakladatelství Dauphin
- L’Auberge des pauvres
- Le Labyrinthe des sentiments
- L’Islam expliqué aux enfants
- Amours sorcières
- Le Dernier Ami, – Poslední přítel, 2011 do češtiny přeložili Anna Lukavská a Erik Lukavský, vyšlo v nakladatelství Fra
- La Belle au bois dormant
- Partir
- Yemma
- L’École perdue
- Sur ma mère
- Au pays
- Beckett et Genet, un thé à Tanger
- Jean Genet, menteur sublime
- Par le feu
- L'Étincelle — Révolte dans les pays arabes
- Que la blessure se ferme
- Le Bonheur conjugal
- Au seuil du paradis
- Mes contes de Perrault